# Guayaguayare
Guayaguayare es una localidad de Trinidad y Tobago, que forma parte de la región de Mayaro-Rio Claro.

## Geografía
La localidad abarca parte de la isla Trinidad y limita al norte con Union Village y Grand Lagoon, al sur con el canal de Colón, al este con Grand Lagoon, La Savanne y el Atlántico y al oeste con Abysinia Village y Mainfield.

## Historia
Cristóbal Colón entró en la ciudad el 31 de julio de 1498, en su tercer viaje a América.
La ciudad fue habitada por amerindios que habían sido extinguidos por los franceses que llegaron en la década de 1780. La zona lleva el nombre por los mismos franceses y es uno de los últimos legados en el país.
Durante el gobierno de 1797, se concedió tierras de Guayaguayare a colonos franceses que poseían esclavos dedicados a las plantaciones de algodón.

## Demografía
Datos demográficos de la localidad de Guayaguayare:
| Gráfica de evolución demográfica de Guayaguayare entre 2000 y 2011 |
|                                                                    |

## Economía
La punta Galeota es una importante reserva de gas y petróleo, siendo de gran importancia para el pueblo y el país. También su economía se basa en el algodón, cacao, café, azúcar, coco y copra. La pesca es otro sustento del pueblo.

## Fauna
La fauna en el pueblo y sus alrededores es silvestre, contando con una gran variedad de especies de aves migratorias.

## Transporte
Una carretera secundaria une el pueblo con Pierreville, el cual a su vez está unido con lugares más importantes como Princes Town y San Fernando. 

## Actualidad
Guayaguayare aunque sigue siendo una aldea poco poblada, sigue siendo ocupados con actividades como la pesca, la explotación y exploración de petróleo y producción de coco. Sigue siendo una de las más bellas zonas de Trinidad y Tobago y continúa atrayendo a turistas y las perspectivas empresariales de todo el mundo.